# ألفرد ديفيد بنجامين
ألفرد ديفيد بنجامين (بالإنجليزية: Alfred David Benjamin)‏ هو شخصية أعمال أسترالي، ولد في 9 أغسطس 1848 في أستراليا، وتوفي في 8 يناير 1900.